# Notochaete
Notochaete  é um gênero botânico da família Lamiaceae

## Espécies
- Notochaete hamosa
- Notochaete longiaristata